# 赭山路站
赭山路站为中华人民共和国安徽省芜湖市镜湖区银湖中路与赭山西路交口北侧的一座单轨车站，属于芜湖轨道交通1号线。2021年11月3日投入运营。

## 车站结构
赭山路站为地上三层车站，一层为出入口，二层为车站大堂，三层为车站站台，设有两个侧式站台，并设有半高屏蔽门。

### 车站楼层
| 地上三层 | 侧式站台，右側開门 | 侧式站台，右側開门           |
| 地上三层 | 轨道（西）         | █ 1号线往白马山（赭山公园）  |
| 地上三层 | 轨道（东）         | █ 1号线往保顺路（赤铸山路）  |
| 地上三层 | 侧式站台，右側開门 |                              |
| 地上二层 | 站厅               | 客服中心、自动售票机、验票机 |
| 地面     | 出入口             | 1-3出入口                    |

## 车站出口
赭山路站共设3个出口，各出口及周围设施如下所示：
|                                       |      |              | |
| 出口编号                              | 照片 | 地点         | 可到达目的地 |
| 出口 · 1L · 升降机标志 · 扶手电梯标志 |      | 银湖中路东侧 | 芜湖市地产纠纷人民调解中心、赭山春秋、新开元大酒店、星隆国际城                                                                                       |
| 出口 · 2L                             |      | 银湖中路西侧 | 同庆楼、芜湖师范附小、康健小区、福禄商城、维也纳精品酒店、北门曹记不老鸡                                                                             |
| 出口 · 3L                             |      | 银湖中路西侧 | 同庆楼、芜湖市艺术剧院有限公司、华衍水务、镜湖区人民检察院、赭山街道办事处、团结一村、福达新村、长盛医院、团结二村、芜湖市实验幼儿园、芜湖华盛中医院 |
| 註： 設有 \| 設有扶手電梯             |      |              | |

## 车站历史
在2014年修编的《芜湖市城市轨道交通一期建设规划（2016～2020 年）》中并未设置该站，后于2016年发布的《芜湖市城市轨道交通1号线环境影响报告书（送审稿）》中，因赤铸山路站与赭山公园站间距过大而增设该站。

## 接驳交通

### 公交车
- 红梅新村：1、3、5、9、13、14、17、18、19、24、25、30、35、101、102、106、506路
- 供水总公司：1、3、5、7、13、14、18、24、25、28、34、35、38、102、K506路
- 星隆国际城：34、37、101、108、游3路
- 五一广场：7、9、17、19、28、30、37、38、106、108、506、游3路